# Grão de cacau

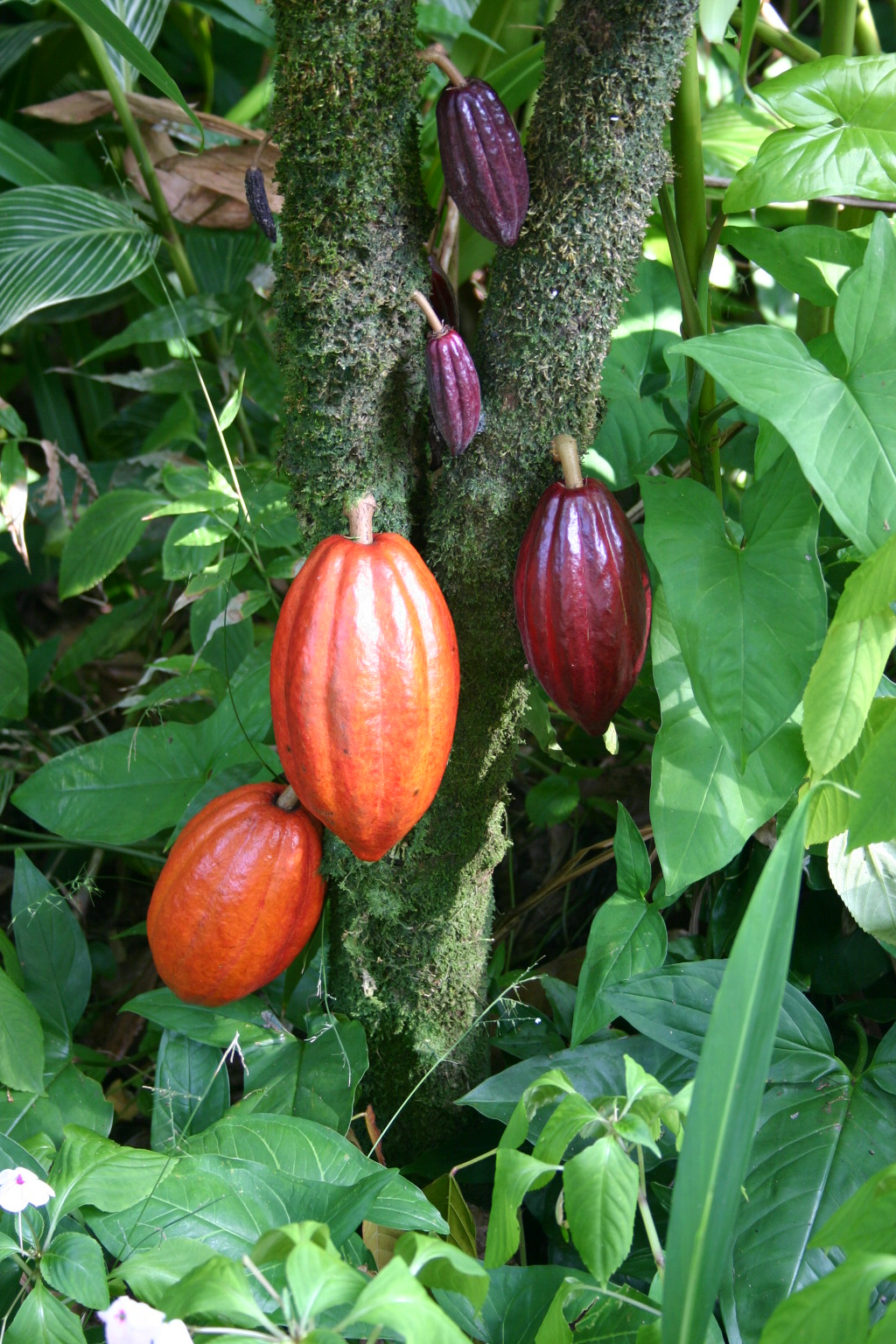
Vagens em vários estágios de maturação

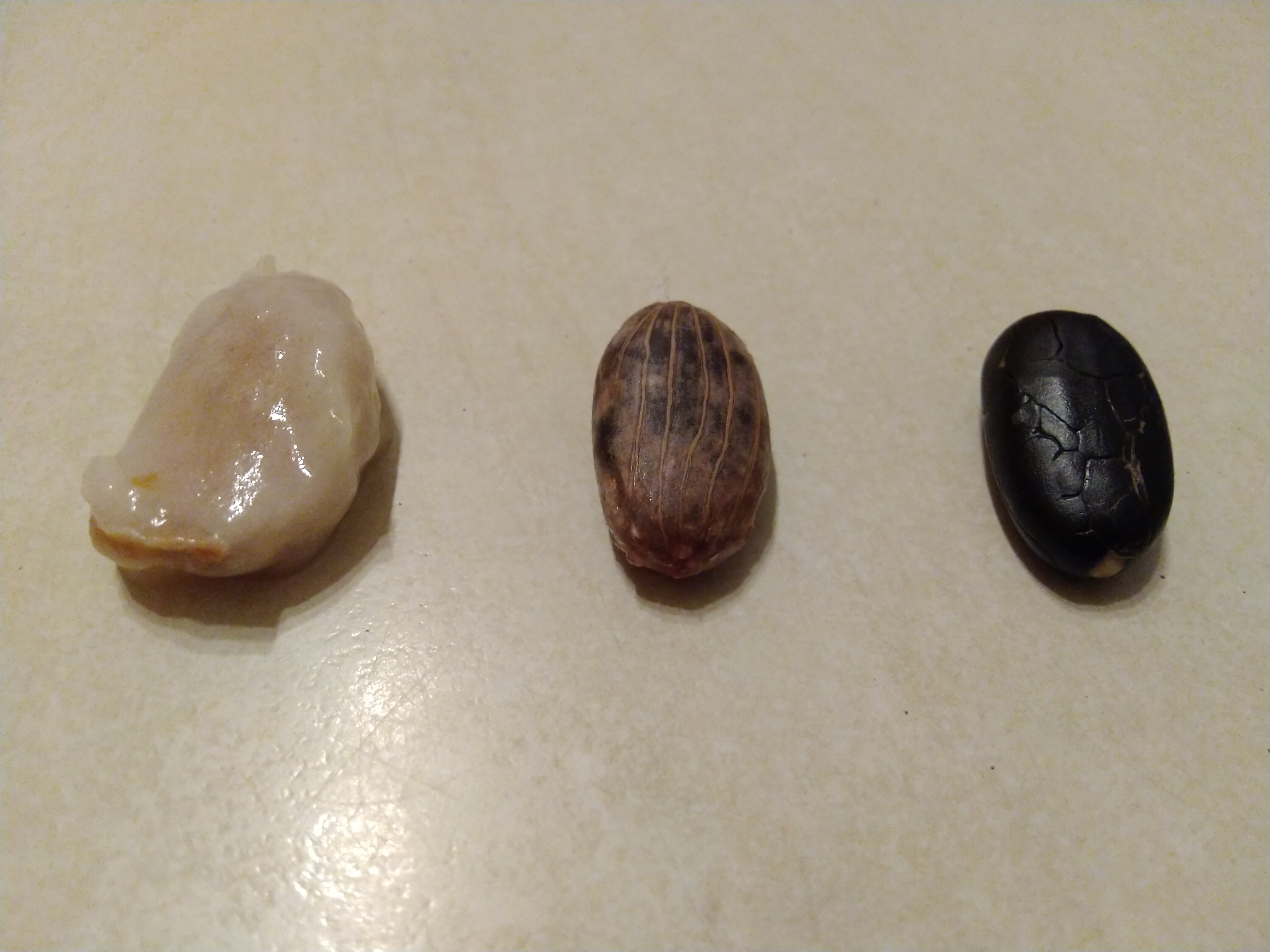
Sementes de cacau: com polpa, sem polpa, sem polpa e sem pele

O grão de cacau ou simplesmente cacau é a seca e totalmente fermentada semente de Theobroma cacao, da qual os sólidos do cacau (uma mistura de substâncias sem gordura) e a manteiga de cacau (a gordura) podem ser extraídos. Os grãos de cacau são a base do chocolate e dos alimentos mesoamericanos, incluindo o tejate, uma bebida indígena mexicana que também inclui o milho.

## Etimologia

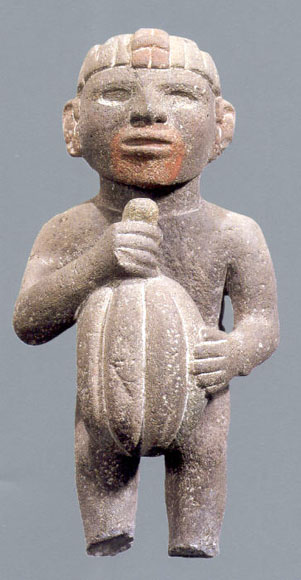
Escultura asteca com vagem de cacau

A palavra "cacau" vem da palavra espanhola cacao, que é derivada da palavra náuatle cacahuatl. A palavra Nahuatl, por sua vez, deriva em última análise da palavra reconstruída Proto Mije-Sokean kakawa.
O termo cacau também significa
- a bebida também é comumente chamada de cacau quente ou chocolate quente[5]
- pó de cacau, que é o pó seco feito da moagem de sementes de cacau e pela remoção da manteiga e dos sólidos de cacau, que são escuros e amargos
- uma mistura de cacau em pó e manteiga de cacau - uma forma primitiva de chocolate.[6][7]

## História
O cacaueiro é nativo do México. Foi domesticado pela primeira vez há 5.300 anos, na América do Sul equatorial, antes de ser domesticado na América Central pelos olmecas (México). Mais de 4.000 anos atrás, foi consumido por culturas pré-hispânicas ao longo do Iucatã, incluindo os Maias, e desde a civilização Olmeca em cerimônias espirituais. Também cresce no sopé da Cordilheira dos Andes nas bacias do Amazonas e do Orinoco na América do Sul, na Colômbia e na Venezuela. O cacau selvagem ainda cresce lá. Seu alcance pode ter sido maior no passado; evidências de sua extensão selvagem podem ser obscurecidas pelo cultivo da árvore nessas áreas, muito antes da chegada dos espanhóis.
Em novembro de 2018, evidências sugerem que o cacau foi domesticado pela primeira vez na América do Sul equatorial, antes de ser domesticado na América Central cerca de 1.500 anos depois. Artefatos encontrados em Santa-Ana-La Florida, no Equador, indicam que o povo Mayo-Chinchipe cultivava cacau há 5.300 anos. A análise química de resíduos extraídos de cerâmica escavada em um sítio arqueológico em Puerto Escondido, em Honduras, indica que os produtos do cacau foram consumidos lá pela primeira vez em aglum momento entre 1500 e 1400 a.C. Evidências também indicam que, muito antes de o sabor da semente (ou grão) do cacau se popularizar, a polpa doce do fruto do chocolate, usada na fabricação de uma bebida fermentada (5,34% de álcool), chamou a atenção para a planta pela primeira vez nas Américas. O grão de cacau era uma moeda de troca comum em toda a Mesoamérica antes da conquista espanhola.:2
Os cacaueiros crescem em uma zona geográfica limitada, de cerca de 20 ° ao norte e ao sul do Equador. Amproximadamente 70% da safra mundial é cultivada atualmente na África Ocidental. A planta do cacau recebeu seu nome botânico pelo cientista natural sueco Carl Linnaeus em sua classificação original do reino vegetal, que ele chamou de cacau de Theobroma ("alimento dos deuses").
O cacau era uma mercadoria importante na Mesoamérica pré-colombiana. Um soldado espanhol que participou da conquista do México por Hernán Cortés conta que quando Moctezuma II, imperador dos astecas jantava, não tomava outra bebida senão o chocolate, servido em uma taça de ouro. Aromatizado com baunilha ou outras especiarias, seu chocolate era batido até formar uma espuma que se dissolvia na boca. Nada menos que 60 porções diárias podem ter sido consumidas por Moctezuma II e mais 2.000 pelos nobres de sua corte.
O chocolate foi introduzido na Europa pelos espanhóis e tornou-se uma bebida popular em meados do século XVII. Os espanhóis também introduziram o cacaueiro nas Índias Ocidentais e nas Filipinas. Também foi introduzido no resto da Ásia, Sul da Ásia e na África Ocidental pelos europeus. Na Costa do Ouro Britânica, atual Gana, o cacau foi introduzido por um ganense, Tetteh Quarshie .

## Variedades

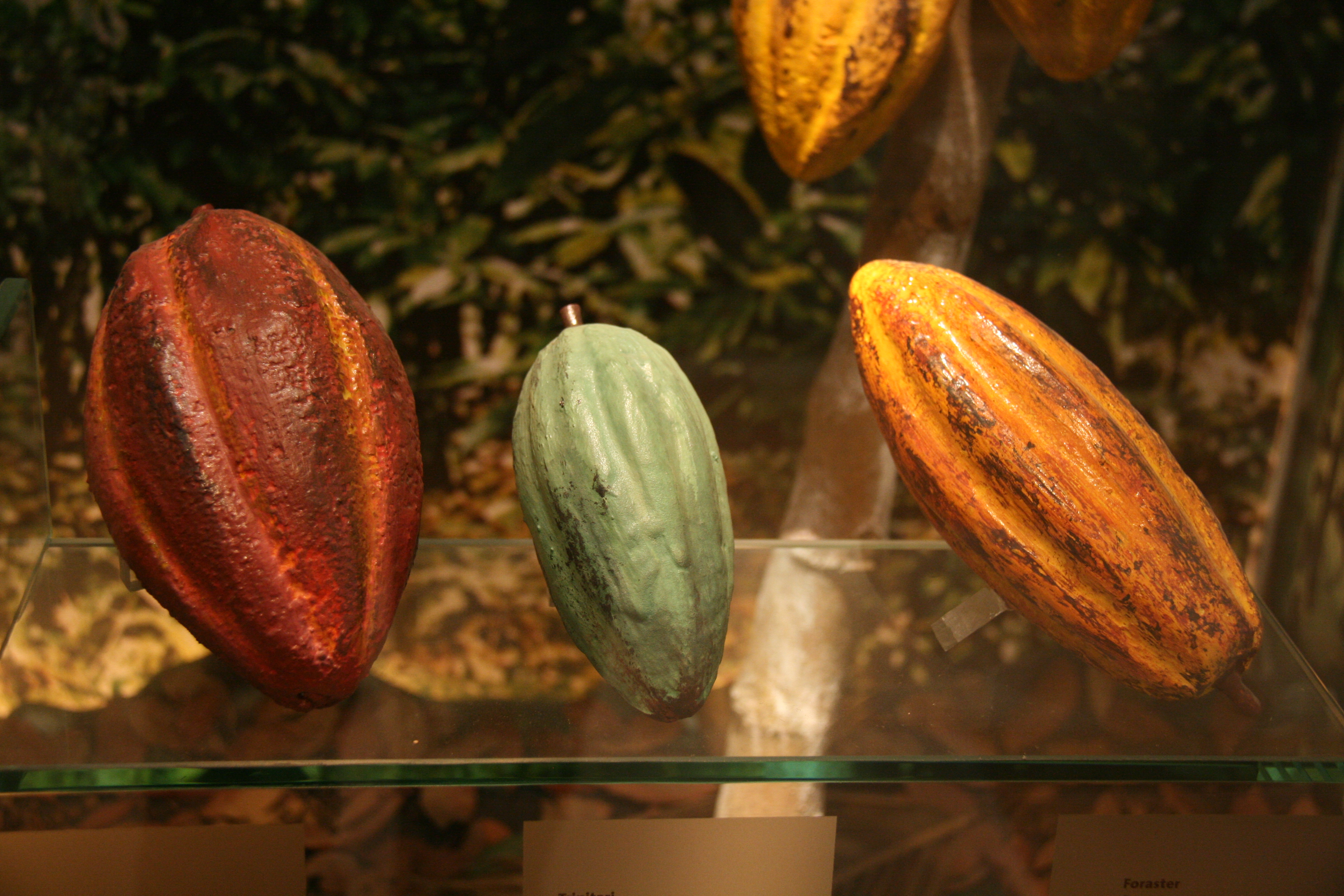
Três variedades principais de cacau: Criollo, Trinitario e Forastero

As três principais variedades de plantas de cacau são Forastero, Criollo e Trinitario. O primeiro é o mais amplamente utilizado, compreendendo 80–90% da produção mundial de cacau. Os grãos de cacau Criollo são mais raros e considerados uma iguaria. Os grãos Criollo também tendem a ser menos resistentes a várias doenças que atacam a planta do cacau, por isso poucos países ainda o produzem. Um dos maiores produtores de grãos de Criollo é a Venezuela (Chuao e Porcelana). Trinitario (de Trinidade) é um híbrido entre as variedades Criollo e Forastero. É considerado de qualidade muito superior do que o Forastero, tem rendimentos mais elevados e é mais resistente a doenças do que o Criollo.

## Cultivo

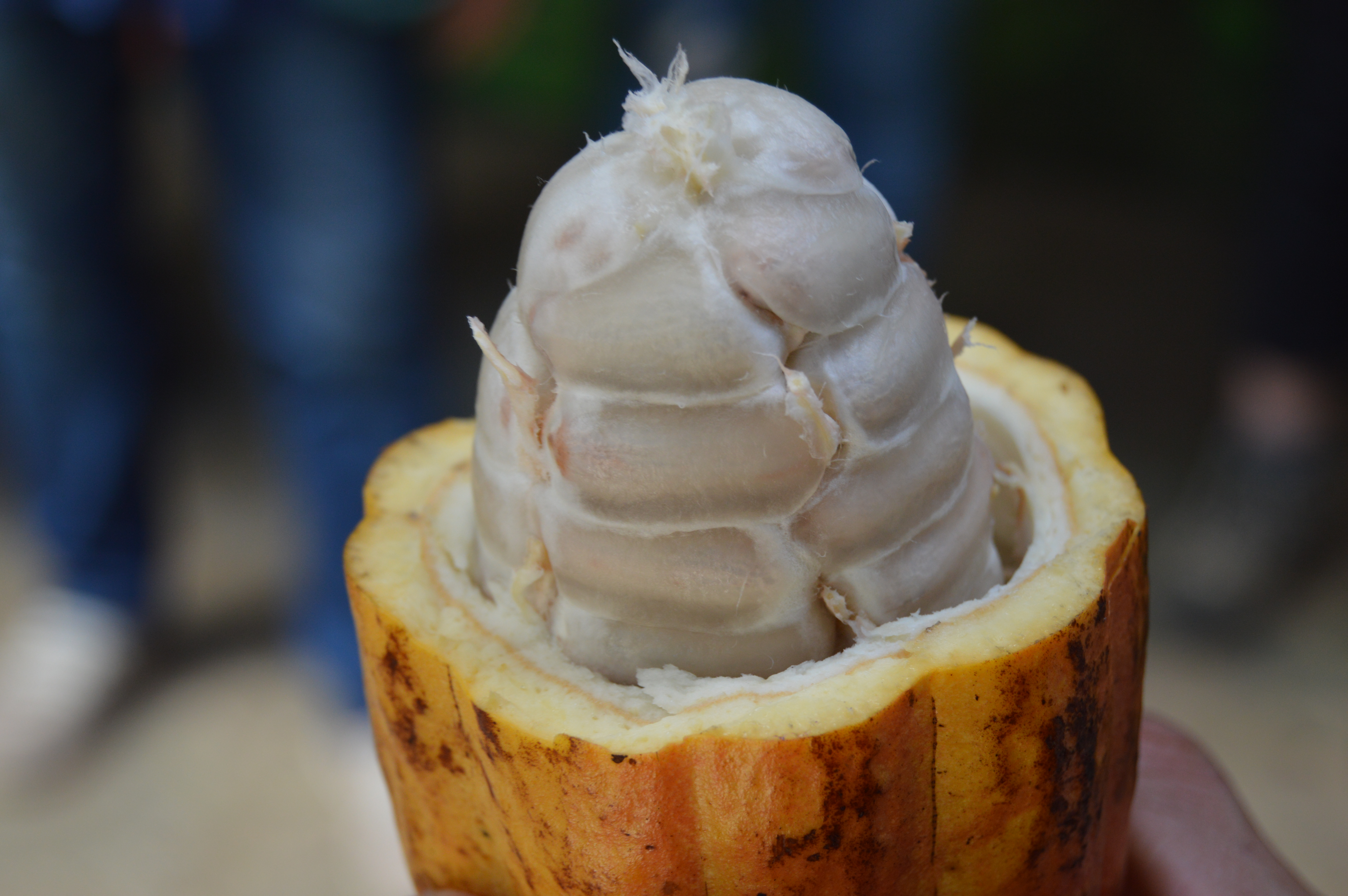
Grãos de cacau em uma vagem recém-cortada

Uma vagem de cacau (fruta) tem cerca de 17 a 20 cm (6,7 a 7,9 polegadas) de comprimento e tem uma casca rigída semelhante a couro de cerca de 2 a 3 cm (0,79 a 1,18 polegadas) de espessura (varia de acordo com a origem e a variedade da vagem) preenchida com uma polpa doce e mucilaginosa (chamada de baba de cacau na América do Sul) com gosto de limonada que envolve entre 30 a 50 sementes grandes razoavelmente macias de coloração lavanda clara a uma cor púrpura acastanhada escura.
Durante a colheita, os frutos são abertos, as sementes são mantidas e os frutos vazios são descartados e a polpa transformada em suco. As sementes são colocadas onde podem fermentar. Devido ao acúmulo de calor no processo de fermentação, os grãos de cacau perdem a maior parte da tonalidade púrpura e tornam-se, muitas vezes, marrom, com uma pele aderida composta de restos secos da polpa. Esta pele é libertada facilmente por joeiramento após a torrefacção. Sementes brancas são encontradas em algumas variedades raras, geralmente misturadas com a cor roxa, e são consideradas de alto valor.

### Colheita

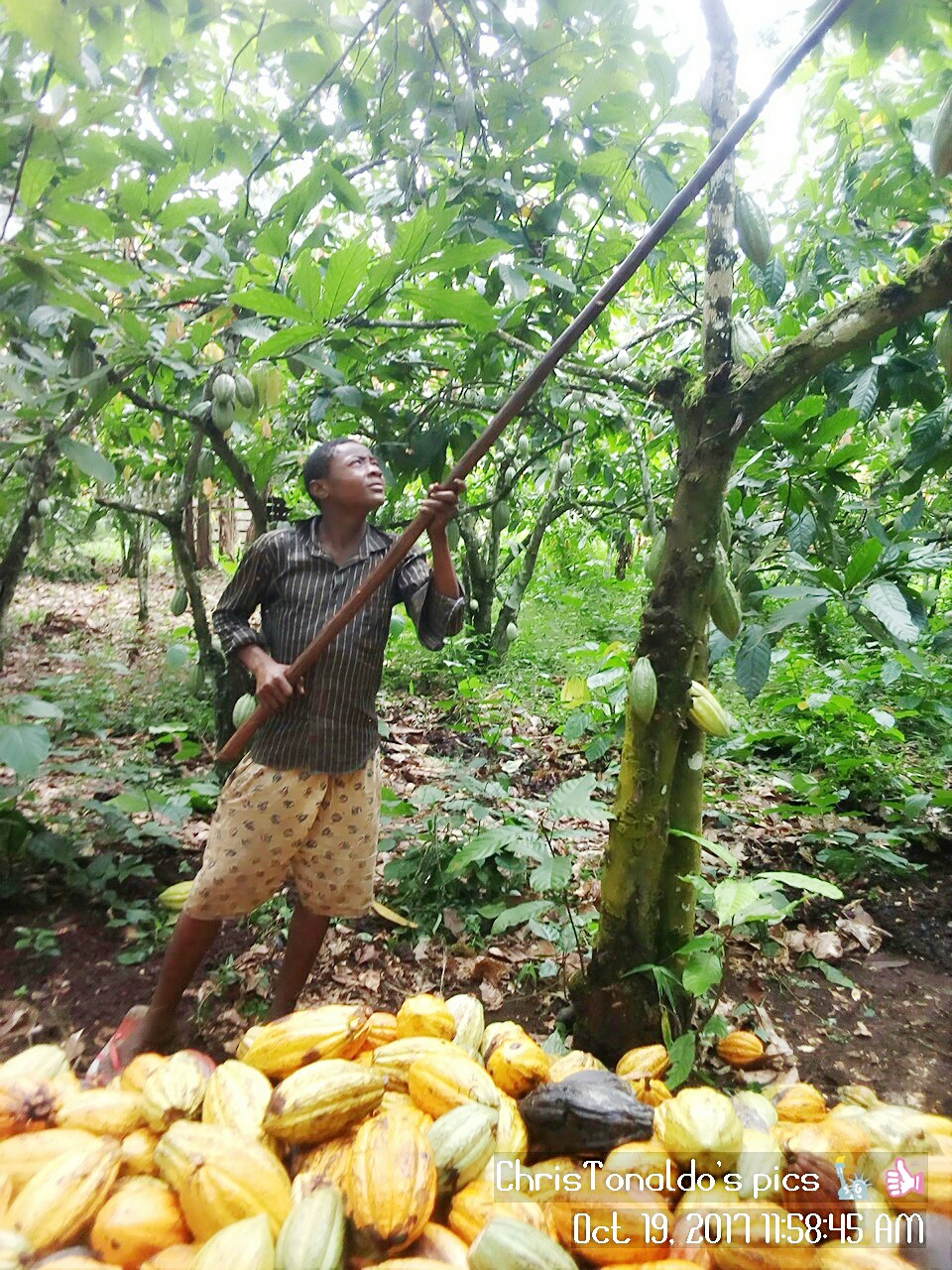
Colheita de cacau nos Camarões

Os cacaueiros crescem em áreas tropicais quentes e chuvosas a 20 ° da latitude do Equador. A colheita do cacau não se restringe a um período por ano e a colheita normalmente ocorre ao longo de vários meses. Na verdade, em muitos países, o cacau pode ser colhido em qualquer época do ano. Os pesticidas são frequentemente aplicados nas árvores para combater os mirídeos e os fungicidas para combater a podridão-parda.
Os frutos não amadurecidos do cacau têm uma variedade de cores, mas na maioria das vezes são verdes, vermelhos ou roxos e, à medida que amadurecem, sua cor tende para o amarelo ou laranja, principalmente nos vincos. Ao contrário da maioria das árvores frutíferas, a vagem do cacau cresce diretamente do tronco ou de grandes galhos de uma árvore, e não da ponta de um galho, semelhante à jaca. Isso torna a colheita manual mais fácil, pois a maioria dos frutos não fica nos galhos mais altos. Os frutos de uma árvore não amadurecem juntos; a colheita deve ser feita periodicamente ao longo do ano. A colheita ocorre entre três e quatro vezes por semana durante a época de colheita. Os frutos maduros e quase maduros, a julgar por sua cor, são colhidos do tronco e galhos do cacaueiro com uma faca curva em uma longa vara. Deve-se ter cuidado ao cortar o caule da vagem para evitar danificar a junção do caule com a árvore, pois é dali que surgirão as futuras flores e vagens. Uma pessoa pode colher cerca de 650 frutos por dia.

### Processamento de colheita

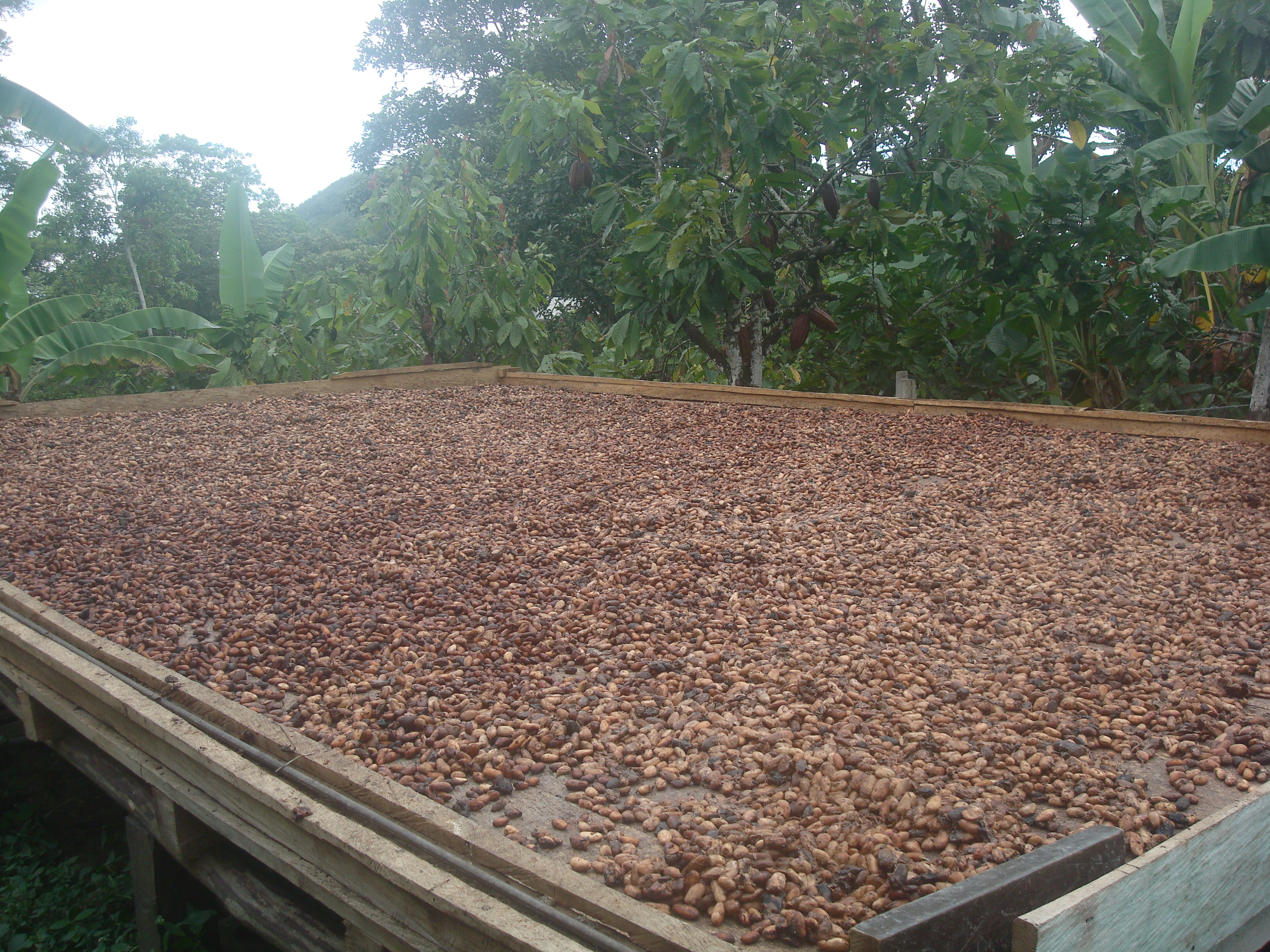
Grãos de cacau secando ao sol

Os frutos colhidos são abertos, normalmente com um facão, para expor os grãos. A polpa e as sementes do cacau são removidas e a casca é descartada. A polpa e as sementes são empilhadas, colocadas em latas ou colocadas em grades por vários dias. Durante este tempo, as sementes e a polpa “suam”, e a polpa espessa se liquefaz à medida que fermenta. A polpa fermentada escorre, restando para coleta as sementes do cacau. A transpiração é importante para a qualidade dos grãos, que originalmente tinham um sabor fortemente amargo. Se a "sudorese" for interrompida, o cacau resultante pode ser arruinado; se mal fermentada, a semente do cacau mantém um sabor semelhante ao da batata crua e torna-se suscetível ao mofo. Alguns países produtores de cacau destilam bebidas alcoólicas usando a polpa liquefeita.
Uma vagem comum contém de 30 a 40 grãos e cerca de 400 grãos secos são necessários para fazer uma libra (454 gramas) de chocolate. Os frutos do cacau pesam em média 400 g (14 oz) e cada um rende de 35 a 40 g (1,2 a 1,4 oz) de grãos secos; este rendimento é de 9–10% do peso total na vagem. Uma pessoa pode separar os grãos de cerca de 2.000 vagens por dia.

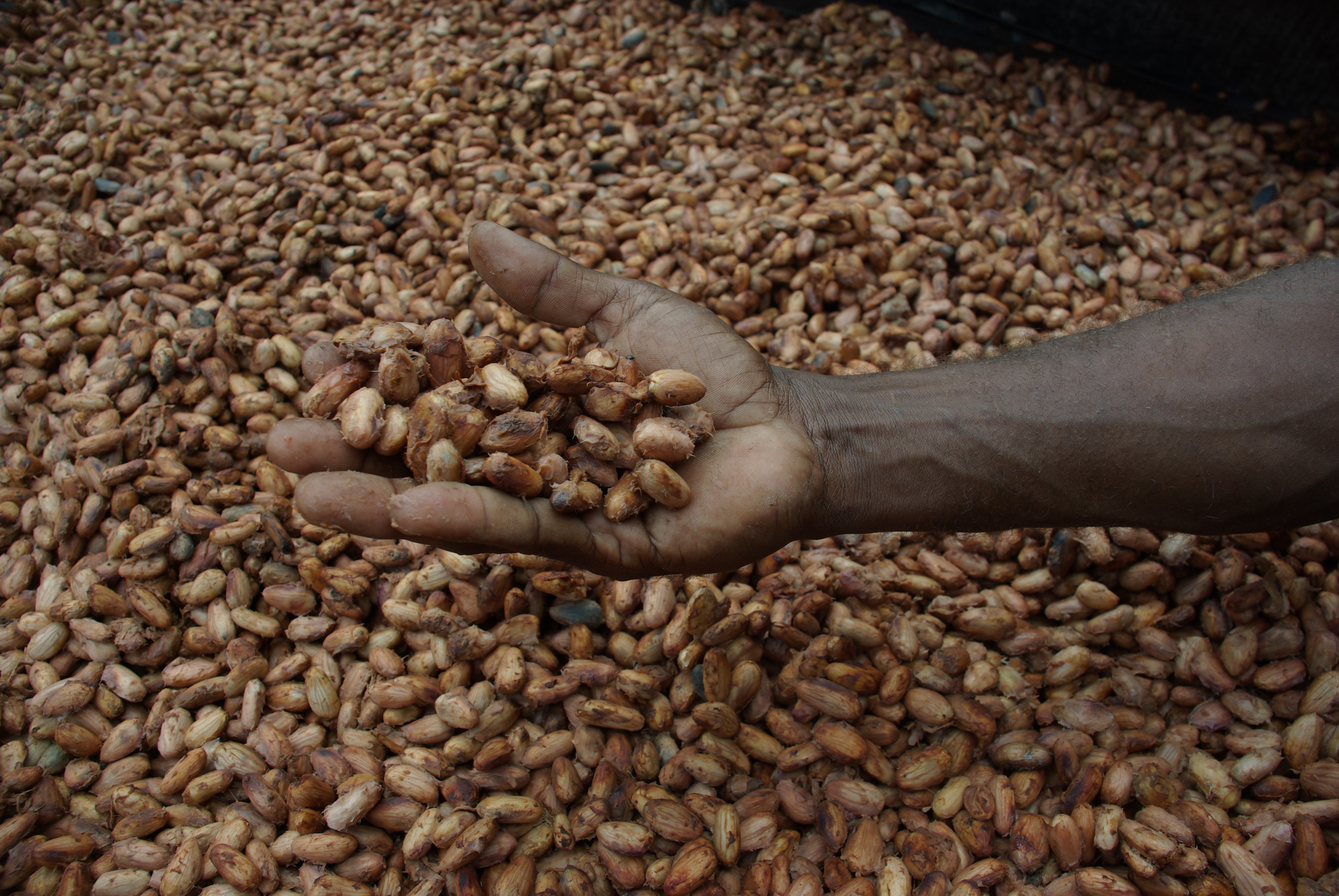
Close da secagem de grãos de cacau

Os grãos úmidos são então transportados para uma instalação para que possam ser fermentados e secos. O agricultor retira os grãos dos frutos, embala-os em caixas ou empilha-os e depois os cobre com esteiras ou folhas de bananeira por três a sete dias. Finalmente, os grãos são pisados e embaralhados (muitas vezes usando pés humanos descalços) e às vezes, durante esse processo, argila vermelha misturada com água é borrifada sobre os grãos para obter uma cor melhor, polir e proteger contra bolores durante o transporte para as fábricas em outros países. A secagem ao sol é preferível à secagem por meios artificiais, uma vez que não são introduzidos sabores estranhos, como fumaça ou óleo, que poderiam contaminar o sabor.
O grão deve estar seco para o transporte, geralmente por via marítima. Tradicionalmente exportado em sacos de juta, ao longo da última década, os grãos são cada vez mais transportados em pacotes de "grandes granéis" de vários milhares de toneladas por vez em navios, ou padronizados para 62,5 kg por saca e 200 (12,5 mt) ou 240 (15 mt) sacas por contêiner de 20 pés. O transporte a granel reduz significativamente os custos de manuseio; o embarque em sacas, no entanto, seja no porão de um navio ou em contêineres, ainda é comum.
Em toda a Mesoamérica, onde são nativos, os grãos do cacau são usados para uma variedade de alimentos. Os grãos colhidos e fermentados podem ser moídos sob encomenda nas tendas de chocolate ou nas fábricas de chocolate. Nessas fábricas, o cacau pode ser misturado com uma variedade de ingredientes, como canela, pimenta, amêndoas, baunilha e outras especiarias para criar o chocolate bebível. O cacau moído também é um ingrediente importante do tejate .

### Escravidão infantil
Os priimeiros relatos de que a escravidão infantil foi usada na produção de cacau apareceram em 1998. No final de 2000, um documentário da BBC reportou o uso de crianças escravizadas na produção de cacau na África Ocidental. Outros meios de comunicação também reportaram a escravidão infantil e o tráfico de crianças na produção de cacau.
O trabalho infantil estava crescendo em alguns países da África Ocidental entre 2008 e 2009, quando se estimava que 819.921 crianças trabalhavam em fazendas de cacau apenas na Costa do Marfim; entre os anos de 2013 e 2014, o número subiu para 1.303.009. Durante o mesmo período em Gana, o número estimado de crianças trabalhando em fazendas de cacau era 957.398.

#### Tentativa de reforma
A indústria do cacau foi acusada de lucrar com a escravidão e o tráfico de crianças. O Protocolo Harkin-Engel é um esforço para acabar com essas práticas. Foi assinado e testemunhado pelos chefes de oito grandes empresas de chocolate, os senadores norte-americanos Tom Harkin e Herb Kohl, o deputado Eliot Engel, o embaixador da Costa do Marfim, o diretor do Programa Internacional para a Eliminação do Trabalho Infantil e outros.  No entanto, foi criticado por alguns grupos, incluindo o Fórum Internacional dos Direitos do Trabalho, como uma iniciativa frustrada da indústria, pois a meta de eliminar as “piores formas de trabalho infantil” da produção de cacau até 2005 não foi alcançada. O prazo foi estendido várias vezes e a meta mudou para uma redução de 70% do trabalho infantil.
Em 2017, aproximadamente 2,1 milhões de crianças em Gana e na Costa do Marfim estavam envolvidas na colheita do cacau, no transporte de cargas pesadas, na derrubada de florestas e sob exposição de pesticidas. Segundo Sona Ebai, ex-secretária-geral da Aliança dos Países Produtores de Cacau: “Acho que o trabalho infantil não pode ser responsabilidade apenas da indústria. Eu acho que é o ditado todas as cartas na mesa: governo, sociedade civil, o setor privado. E aí, você realmente precisa de liderança. " Relatado em 2018, um programa piloto de 3 anos, conduzido pela Nestlé com 26.000 agricultores, a maioria localizados na Costa do Marfim, observou uma redução de 51% no número de crianças em trabalhos perigosos na produção de cacau. O Departamento do Trabalho dos EUA formou o Grupo de Coordenação do Trabalho Infantil do Cacau como uma parceria público-privada com os governos de Gana e Costa do Marfim para abordar as práticas de trabalho infantil na indústria do cacau.

## Produção
| País            | Peso ( toneladas ) |
| --------------- | ------------------ |
| Costa do Marfim | 2.034.000          |
| Gana            | 883.652            |
| Indonésia       | 659.776            |
| Nigéria         | 328.263            |
| Camarões        | 295.028            |
| Brasil          | 235.809            |
| Equador         | 205.955            |
| Mundo           | 5.201.108          |

Em 2017, a produção mundial de cacau em grão foi de 5,2 milhões de toneladas, liderada pela Costa do Marfim com 38% do total. Outros grandes produtores foram Gana (17%) e Indonésia (13%).
Em 2019, mais de 75% da produção mundial do cacau vinha da África Ocidental, especificamente Costa do Marfim, Gana, Camarões e Nigéria. Só a Costa do Marfim produziu mais de 40% dos grãos de cacau cultivados em todo o mundo. A produção em Gana pode ser desvalorizada, pois os produtores podem obter um preço melhor pelos grãos de cacau contrabandeando-os para a Costa do Marfim, onde o preço mínimo por quilo é de $ 1,55, conforme estabelecido pelo Conseil du Café-Cacao.
Apenas cerca de 20% da moagem global de grãos de cacau ocorre na África Ocidental; a maioria é enviada para moagem na Europa, Ásia e América do Norte.

## Comércio de cacau
Os grãos de cacau do Gana são tradicionalmente expedidos e armazenados em Sacos de serapilheira, em que os grãos são suscetíveis a ataques de pragas. A fumigação com brometo de metilo foi gradualmente desconstinuada em nível mundial até 2015. As técnicas adicionais de proteção do cacau para a expedição e armazenagem incluem a aplicação de pirenóides assim como armazenamento hermético em sacos ou recipientes selados com concentrações reduzidas de oxigénio. O armazenamento seguro a longo prazo facilita o comércio de produtos de cacau nas bolsas de commodities.
Os grãos de cacau, a manteiga de cacau e o cacau em pó são negociados nos mercados futuros. O mercado de Londres é baseado no cacau da África Ocidental e o de Nova York no cacau predominantemente do Sudeste Asiático. O cacau é o menor mercado de commodities leves do mundo. O preço futuro da manteiga de cacau e do cacau em pó é determinado multiplicando o preço do grão por uma proporção. A proporção combinada de manteiga e pó de cacau tende a ser em torno de 3,5. Se a razão combinada cair abaixo de 3,2 ou menos, a produção deixa de ser economicamente viável e algumas fábricas param de extrair manteiga e pó e comercializam exclusivamente licor de cacau .
O superávit e o déficit globais do cacau variam ano a ano, enquanto a produção geral e a moagem aumentam constantemente. Essas flutuações afetam o preço do cacau e todos os participantes da cadeia de abastecimento global do produto.

## Sustentabilidade
Várias iniciativas internacionais e nacionais colaboram para apoiar a produção sustentável de cacau. Isso inclui a Plataforma Suíça para o Cacau Sustentável (SWISSCO), a Iniciativa Alemã sobre o Cacau Sustentável (GISCO) e Além do Chocolate, na Bélgica. Um memorando entre essas três iniciativas foi assinado em 2020 para medir e abordar questões como trabalho infantil, subsistência, desmatamento, e transparência na cadeia de suprimentos. Parcerias semelhantes entre países produtores e consumidores de cacau estão sendo desenvolvidas, como a cooperação entre a Organização Internacional do Cacau (ICCO) e a Autoridade do Cacau de Gana, que visam aumentar a proporção de cacau sustentável importado de Gana para a Suíça para 80% até 2025. A ICCO está envolvida em projetos em todo o mundo para apoiar a produção sustentável de cacau e fornecer informações atualizadas sobre o mercado mundial de cacau.

### Padrões voluntários de sustentabilidade
Existem inúmeras certificações voluntárias, incluindo Fairtrade e UTZ (agora parte da Rainforest Alliance ) para o cacau, que visam a diferenciação entre a produção convencional de cacau e aquela que é mais sustentável a respeito de preocupações sociais, econômicas e ambientais. Em 2016, pelo menos 29% da produção mundial de cacau estava em conformidade com os padrões voluntários de sustentabilidade. No entanto, dentre as diferentes certificações, existem diferenças significativas em seus objetivos e abordagens, e uma falta de dados para mostrar e comparar os resultados no nível agrícola. Embora as certificações possam levar ao aumento da renda agrícola, o preço diferenciado pago pelo cacau certificado pelos consumidores nem sempre se reflete proporcionalmente na renda dos agricultores. Em 2012, a ICCO descobriu que o tamanho da fazenda importava significativamente ao determinar os benefícios das certificações, e que fazendas com área inferior a 1 ha tinham menos probabilidade de se beneficiar de tais programas, enquanto aqueles com fazendas um pouco maiores, bem como com acesso como membro de cooperativas e a capacidade de melhorar a produtividade tem mais probabilidade de se beneficiar da certificação. A certificação geralmente exige altos custos iniciais, que são uma barreira para os pequenos agricultores e, principalmente, para as mulheres agricultoras. Os principais benefícios da certificação incluem a melhoria das práticas de conservação e redução do uso de agrotóxicos, apoio comercial de cooperativas e compartilhamento de recursos e um preço mais alto para os grãos de cacau, que podem melhorar o padrão de vida dos agricultores.
Grupos de produtores de fair trade de cacau  são estabelecidos em Belize, Bolívia, Camarões, Congo, Costa Rica, República Dominicana, Equador, Gana, Haiti, Índia, Costa do Marfim, Nicarágua, Panamá, Paraguai, Peru, Serra Leoa e São Tomé e Príncipe.
Em 2018, a parceria Beyond Chocolate foi criada entre várias partes interessadas na indústria global do cacau para diminuir o desmatamento e fornecer uma renda mínima para os produtores de cacau. As inúmeras empresas internacionais estão atualmente participando deste acordo e os seguintes programas de certificação voluntária também são parceiros da iniciativa Beyond Chocolate: Rainforest Alliance, Fairtrade, ISEAL, BioForum Vlaanderen.
Muitas das principais empresas de produção de chocolate em todo o mundo começaram a priorizar a compra de cacau em fair trade, investindo na produção de cacau nesse comércio, melhorando as cadeias de abastecimento de cacau em fair trade e estabelecendo metas de compra para aumentar a proporção de chocolate nessa modalidade de comércio disponível no mercado global.
A Rainforest Alliance lista as seguintes metas como parte de seu programa de certificação:
- Proteção florestal e gestão sustentável da terra
- Melhorar os meios de subsistência rurais para reduzir a pobreza
- Abordar questões de direitos humanos, como trabalho infantil, desigualdade de gênero e direitos indígenas à terra

O programa certificado UTZ (agora parte da Rainforest Alliance) incluiu a luta contra o trabalho infantil e a exploração dos trabalhadores do cacau, exigindo um código de conduta em relação a fatores sociais e ambientais, e a melhoria dos métodos de cultivo para aumentar os lucros e salários dos agricultores e distribuidores.

### Impacto ambiental
A relativa pobreza de muitos produtores de cacau significa que as consequências ambientais, como o desmatamento, estão tendo pouca relevância. Durante décadas, os produtores de cacau têm invadido a floresta virgem, principalmente após a derrubada de árvores por madeireiras. Essa tendência diminuiu à medida que muitos governos e comunidades estão começaram a proteger suas zonas florestais remanescentes. No entanto, o desmatamento devido à produção de cacau ainda é uma grande preocupação em partes da África Ocidental. Na Costa do Marfim e em Gana, as restrições à propriedade de terras levaram os trabalhadores migrantes e agricultores sem recursos financeiros a comprarem terras para expandir ilegalmente sua produção de cacau em florestas protegidas. Muitos produtores de cacau dessa região continuam a priorizar a expansão de sua produção de cacau, o que frequentemente leva ao desmatamento.
Práticas agrícolas sustentáveis, como a utilização de culturas de cobertura para preparar o solo antes do plantio e a interplantação de mudas de cacau com plantas companheiras, podem apoiar a produção de cacau e beneficiar o ecossistema agrícola. Antes do plantio do cacau, as culturas de cobertura de leguminosa podem melhorar os nutrientes e a estrutura do solo, que são importantes em áreas onde o cacau é produzido devido ao alto calor e às chuvas que podem diminuir a qualidade do solo. As bananas-da-terra são frequentemente interplantadas com cacau para fornecer sombra às mudas jovens e melhorar a resiliência do solo à seca. Se o solo carece de nutrientes essenciais, composto ou adubo animal pode melhorar a fertilidade do solo e ajudar na retenção de água.
Em geral, o uso de fertilizantes químicos e pesticidas pelos produtores de cacau é limitado. Quando os preços do grão do cacau estão altos, os agricultores podem investir em suas safras, levando a rendimentos mais elevados que, por sua vez, tendem a resultar em preços de mercado mais baixos e um período renovado de menor investimento.
Embora os governos e as ONGs tenham se esforçado para ajudar os produtores de cacau em Gana e na Costa do Marfim a melhorar de forma sustentável os rendimentos das safras, muitos dos recursos educacionais e financeiros fornecidos estão mais disponíveis para os agricultores do sexo masculino do que para as agricultoras. O acesso ao crédito é importante para os produtores de cacau, pois lhes permite implementar práticas sustentáveis, como sistemas agroflorestais, e fornecer uma proteção financeira no caso de desastres como pragas ou tendências climáticas que reduzirem a produtividade das lavouras.
A produção de cacau provavelmente será afetada de várias maneiras pelos efeitos esperados do aquecimento global . Preocupações específicas foram levantadas em relação ao seu futuro como cultura de rendimento na África Ocidental, o atual centro da produção mundial de cacau. Se as temperaturas continuarem a subir, a África Ocidental pode simplesmente se tornar inadequada para o cultivo dos grãos.
Os grãos de cacau também têm potencial para serem usados como material de leito para vacas em fazendas. Usar cascas de grãos de cacau no material de cama para vacas pode contribuir para a saúde do úbere (menor crescimento bacteriano) e os níveis de amônia (níveis mais baixos de amônia leito).

### Agrossilvicultura
Os grãos de cacau podem ser cultivados à sombra, como é feito em agrossilviculturas . A agrossilvicultura pode reduzir a pressão por recursos sobre as florestas protegidas existentes, como lenha, e conservar a biodiversidade . A integração de árvores de sombra com plantas de cacau reduz o risco de erosão e evaporação do solo e protege as plantas jovens de cacau do calor extremo. Agroflorestas atuam como conservadoras de florestas formalmente protegidas e de proteção da biodiversidade de ilhas em uma paisagem aberta dominada pelo homem. A pesquisa de seus equivalentes de café cultivado à sombra mostrou que uma maior área de plantio nas parcelas está significativamente associada a uma maior diversidade de espécies de mamíferos. A quantidade de diversidade em espécies de árvores é bastante comparável entre cacaueiros cultivados à sombra e florestas primárias .
Os agricultores podem cultivar uma variedade de árvores frutíferas de sombra para complementar sua renda e ajudar a lidar com os preços voláteis do cacau. Embora o cacau tenha sido adaptado para crescer sob uma densa floresta tropical, a agrossilvicultura não aumenta significativamente a produtividade do cacau. No entanto, embora cultivar cacau a pleno sol sem incorporar plantas de sombra possa aumentar temporariamente a produtividade do cacau, isso eventualmente diminuirá a qualidade do solo devido à perda de nutrientes, desertificação e erosão, levando a rendimentos insustentáveis e dependência de fertilizantes inorgânicos. As práticas de agrossilvicultura estabilizam e melhoram a qualidade do solo, o que pode sustentar a produção de cacau a longo prazo.
Com o tempo, os sistemas agroflorestais de cacau tornam-se mais semelhantes à floresta, embora nunca recuperem totalmente a comunidade florestal original dentro do ciclo de vida de uma plantação de cacau produtiva (aproximadamente 25 anos).  Assim, embora as agroflorestas de cacau não possam substituir as florestas naturais, elas são uma ferramenta valiosa para conservar e proteger a biodiversidade enquanto mantêm altos níveis de produtividade em paisagens agrícolas.
Na África Ocidental, onde cerca de 70% do fornecimento global de cacau se origina de pequenos agricultores, iniciativas público-privadas recentes, como as Iniciativas da Floresta do Cacau em Gana e Costa do Marfim (Fundação Mundial do Cacau, 2017) e o Programa de Paisagem Verde do Cacau em Camarões (IDH, 2019) visam apoiar a intensificação sustentável e a resiliência climática da produção de cacau, a prevenção de novos desmatamentos e a restauração de florestas degradadas. Eles geralmente se alinham com as políticas e planos nacionais de REDD +.

### Consumo
Pessoas em todo o mundo desfrutam do cacau em muitas formas diferentes, consumindo mais de 3 milhões de toneladas de grãos de cacau anualmente. Depois de colhidos, fermentados, secos e transportados os grãos do cacau, são processados em vários componentes. Processadores servem como a principal métrica para a análise de mercado. O processamento é a última fase em que o consumo do grão de cacau pode ser comparado de forma equitativa com o fornecimento. Após essa etapa, todos os diferentes componentes são vendidos nas indústrias para muitos fabricantes de diferentes tipos de produtos.
A participação no mercado global de processamento permaneceu estável, mesmo com o aumento da moagem para atender à demanda. Um dos maiores países de processamento em volume é a Holanda, com cerca de 13% da moagem global. A Europa e a Rússia como um todo controlam cerca de 38% do mercado de processamento. O crescimento médio da demanda ano após ano tem sido um pouco mais de 3% desde 2008. Embora a Europa e a América do Norte sejam mercados relativamente estáveis, o aumento da renda familiar nos países em desenvolvimento é a principal razão para o crescimento estável da demanda. Como a demanda deve continuar crescendo, o crescimento da oferta pode desacelerar devido às mudanças nas condições climáticas nas maiores áreas de produção de cacau.

## Produção de chocolate

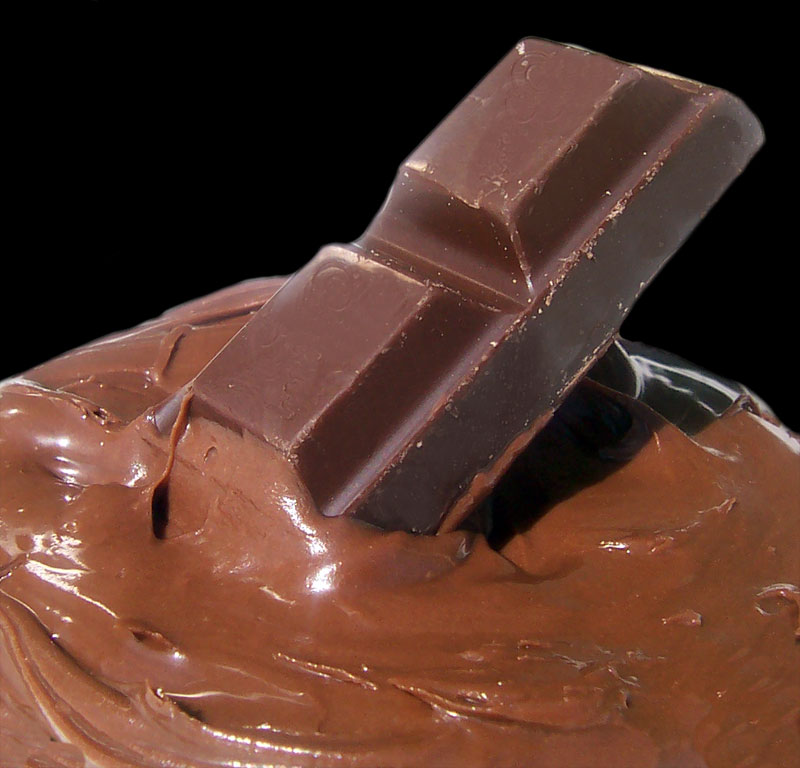
Chocolate

Para fazer 1kg (2,2lb) de chocolate, cerca de 300 a 600 grãos são processados, dependendo do teor de cacau desejado. Em uma fábrica, os grãos são torrados . Em seguida, eles são quebrados e então desmontados por uma " ventilação ". Os pedaços de grão resultantes são chamados de nibs. Às vezes são vendidos em pequenos pacotes em lojas e mercados especializados para serem usados na culinária, petiscos e pratos de chocolate. Como os nibs vêm diretamente do cacaueiro, eles contêm grandes quantidades de teobromina . A maioria dos nibs é moída, usando vários métodos, em uma pasta espessa e cremosa, conhecida como licor de chocolate ou pasta de cacau. Este "licor" é então processado em chocolate pela mistura de (mais) manteiga de cacau e açúcar (e às vezes baunilha e lecitina como um emulsificante), e então refinado, concheado e temperado. Alternativamente, pode ser separado em cacau em pó e manteiga de cacau usando uma prensa hidráulica ou o processo Broma . Este processo produz cerca de 50% de manteiga de cacau e 50% de cacau em pó. O cacau em pó pode ter um teor de gordura de cerca de 12%, mas isso varia significativamente. A manteiga de cacau é usada na fabricação de barras de chocolate , outros itens de confeitaria, sabonetes e cosméticos.
O tratamento com um álcali produz o cacau de processo holandês, que é menos ácido, mais escuro e de sabor mais suave do que o cacau não tratado. O cacau normal (não alcalinizado) é ácido, portanto, quando o cacau é tratado com um ingrediente alcalino, geralmente carbonato de potássio, o pH aumenta. Esse processo pode ser feito em vários estágios durante a fabricação, incluindo o tratamento da ponta, do licor ou da torta de prensagem .
Outro processo que ajuda a desenvolver o sabor é a torrefação, que pode ser feita no grão inteiro antes do descascamento ou nos nibs após o descascamento. O tempo e a temperatura da torrefação afetam o resultado: uma "torra baixa" produz um sabor mais ácido e aromático, enquanto uma torra alta dá um sabor mais intenso e amargo, sem notas de sabor complexas.

## Fitoquímicos e pesquisa

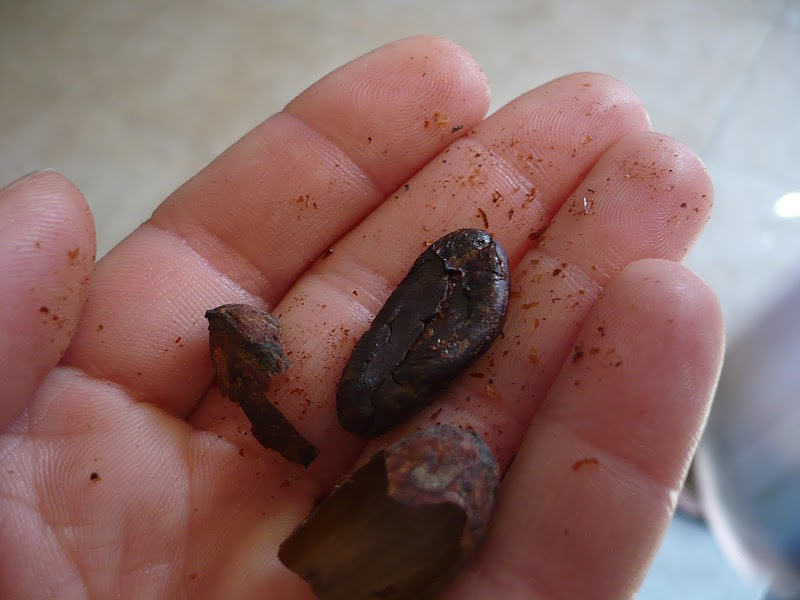
Um grão de cacau torrado, a casca fina se solta ao friccionar

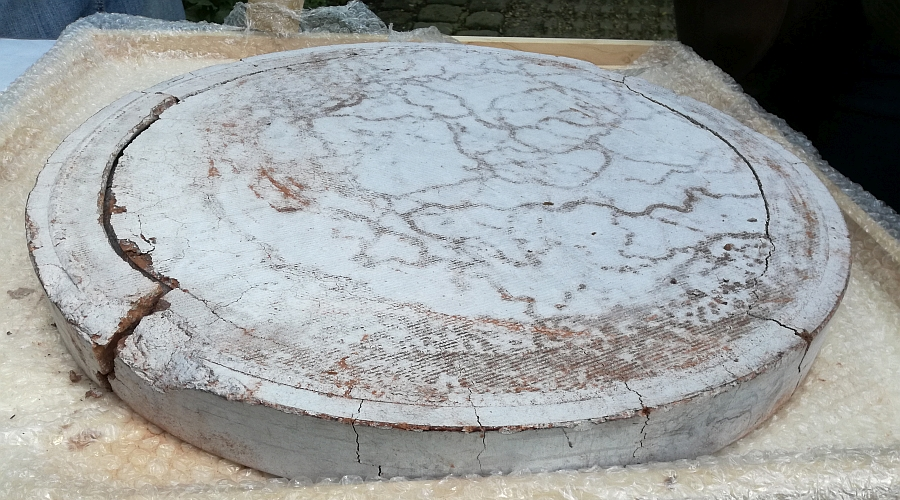
Bolo Prensado de Pasta de Cacau

O cacau contém vários fitoquímicos, como flavonóis (incluindo epicatequina), procianidinas e outros flavonóides. Uma revisão sistemática encontrou evidências moderadas de que os produtos de chocolate e cacau ricos em flavonóis causam um pequeno (2 mmHg) efeito de redução na pressão arterial em adultos saudáveis.
Os níveis mais elevados de flavonóides do cacau são encontrados no cacau cru e, em menor medida, no chocolate amargo, uma vez que os flavonóides se degradam durante o cozimento para fazer o chocolate. O cacau também contém os compostos estimulantes teobromina e cafeína. Os grãos contêm entre 0,1% e 0,7% de cafeína, enquanto os grãos de café secos contêm cerca de 1,2% de cafeína. O cacau contém algo entre 1.520 e 5.000 partes por milhão (ppm) de ácido oxálico. Alimentos ricos em ácido oxálico também impedem a absorção de cálcio ao se ligar ao mineral.

## Conteúdo livre
Este artigo incorpora texto de um trabalho de conteúdo livre.  Licenciado em CC BY-SA 3.0 IGO Declaração da licença: The State of the World’s Forests 2020. Forests, biodiversity and people – In brief,  FAO & UNEP, FAO & UNEP. Para aprender como acrescentar texto de licenças livres a artigos da Wikipédia, veja em agregar textos em licença livre na Wikipédia. Para mais informações sobre como reutilizar texto da Wikipédia, veja as condições de uso.